# Jamie Farr

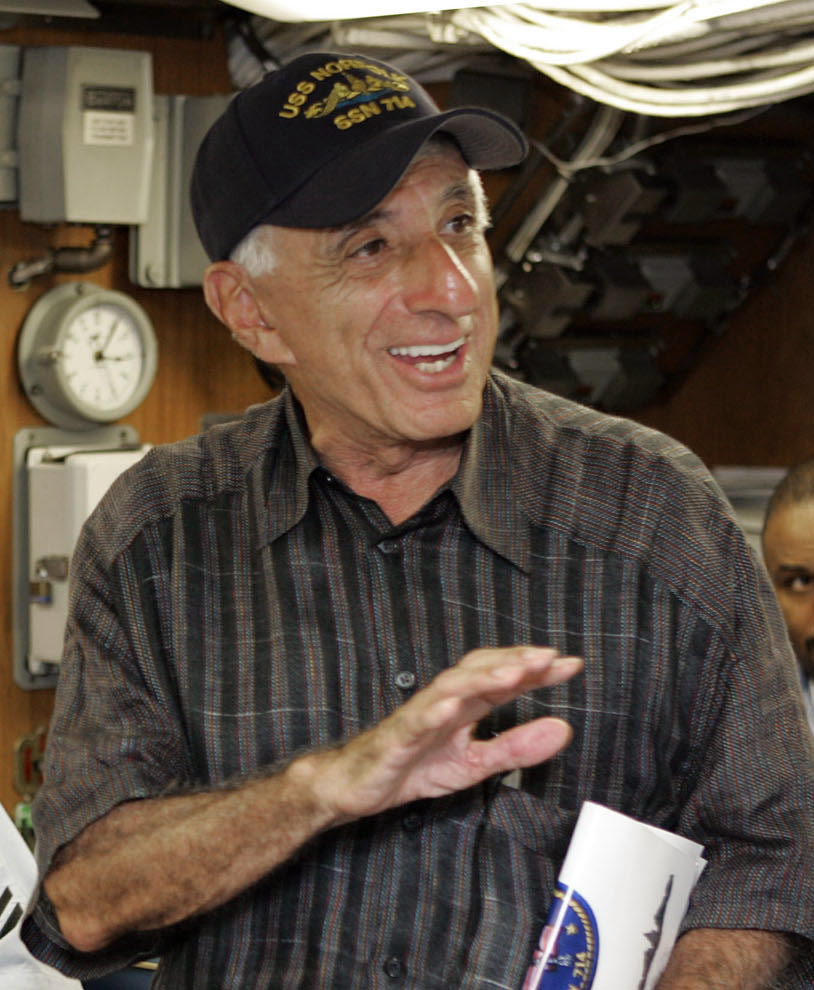
Jamie Farr, 2007.

Jamie Farr, född Jameel Joseph Farah den 1 juli 1934 i Toledo, Ohio, är en amerikansk skådespelare.
I Sverige är Farr mest känd för rollen som korpral Maxwell Q. "Max" Klinger i TV-serien M*A*S*H, som utspelar sig på ett amerikanskt fältsjukhus under Koreakriget. Hans roll i TV-serien var uppseendeväckande då Klinger spelade transvestit och ständigt uppträdde i damkläder. Anledningen till detta var att han försökte erhålla frikallelse från armén (i Sverige motsvarande frisedel), något som rollfiguren Klinger aldrig lyckades med. Farr själv hade tidigare blivit inkallad och tjänstgjort två år i den amerikanska armén, bland annat i Japan och Korea.

## Filmografi i urval
- 1972–1983 – M*A*S*H (TV-serie)
- 1978–1983 – Kärlek ombord (TV-serie) (4 avsnitt)
- 1981 – Mitt i plåten!
- 1983–1985 – After MASH (TV-serie) (30 avsnitt)
- 1984 – Cannonball Run II
- 1988 – Mord och inga visor (TV-serie)
- 1988 – Scrooged – spökenas hämnd
- 1997 – Port Charles (TV-serie)
- 1998 – Diagnos mord (TV-serie)
- 1999 – Galen i dig (TV-serie)
- 2002–2003 - That '70s Show (gästroll i TV-serie)
- 2007 – Family Guy (TV-serie)